# Мейер, Альфред (политолог)
Альфред Джордж Мейер (англ. Alfred George Meyer; 5 февраля 1920, Билефельд — 22 апреля 1998, Анн-Арбор) — американский политолог.
Родился в семье немецких евреев. В 1939 г., как и двое его братьев, сумел бежать из нацистской Германии; их родители не смогли этого сделать и в итоге погибли в лагере уничтожения Аушвиц. Добравшись до США, некоторое время жил у друзей своих родителей в городе Санта-Ана, работал стенографистом. В 1941—1945 гг. служил в вооружённых силах США, сперва в пехоте, затем в контрразведке в Германии, занимаясь в том числе допросами военнопленных.
После окончания Второй мировой войны был направлен военным командованием для получения образования в Гарвардский университет, где занимался изучением России и СССР, получив в 1946 году степень магистра по славянским языкам и литературам, а в 1950 году защитив диссертацию по политологии. В 1950—1953 гг. работал в Центре русских исследований Гарвардского университета, в 1953—1955 гг. преподавал в Вашингтонском университете. В 1955—1957 гг. руководил программой по изучению истории КПСС в Колумбийском университете. В 1957—1966 гг. преподавал в Университете штата Мичиган, с 1960 г. профессор. Дальнейшая карьера Мейера связана с Мичиганским университетом, где он был профессором политологии вплоть до выхода на пенсию в 1990 году, в 1969—1972 гг. занимал также пост директора Центра российских и восточноевропейских исследований.
Заметный специалист по СССР, Мейер опубликовал ряд книг и множество статей по различным вопросам теории и практики советского коммунизма. Среди его основных работ — монографии «Марксизм: единство теории и практики» (англ. Marxism: The Unity of Theory and Practice; 1954, второе издание 1970), «Ленинизм» (1957, второе издание 1986), «Коммунизм» (1960, переиздания 1963 и 1985), «Советская политическая система» (англ. The Soviet Political System; 1965). Занимался также историей феминизма, в особенности наследием Лили Браун: перевёл на английский язык и отредактировал сборник её избранных сочинений (1987), опубликовал книгу «Феминизм и социализм Лили Браун» (англ. The Feminism and Socialism of Lily Braun; 1986). Среди других работ, переведённых и отредактированных Мейером, — книга Павла Кымпяну «Синкретическое общество» (1980), опубликованная без ведома автора и под псевдонимом Фелипе Гарсия Касальс.
В 1991 году награждён Большим крестом Ордена «За заслуги перед Федеративной Республикой Германия».